# Ismannsdorf
Ismannsdorf (fränkisch: Ismaschdoaf) ist ein Gemeindeteil der Stadt Windsbach im Landkreis Ansbach (Mittelfranken, Bayern). Die Gemarkung Ismannsdorf hat eine Fläche von 5,636 km². Sie ist in 631 Flurstücke aufgeteilt, die eine durchschnittliche Flurstücksfläche von 8932,31 m² haben. In ihr liegt neben dem namensgebenden Ort der Gemeindeteil Speckheim.

## Geografie
Durch das Dorf fließt der dort noch Mühlbach genannte Erlbach, der ein rechter Zufluss der Fränkischen Rezat ist. Im Ort mündet der Eschenbach von rechts ein. 0,5 km östlich liegt das Seeleinshölzlein, 0,5 km nordöstlich das Waldgebiet Prünst. Im Südosten erhebt sich der Bummerberg. 0,4 km westlich gibt es eine Quelle im Baumbachtal, die als Naturdenkmal ausgezeichnet ist.
Die Staatsstraße 2220 führt nach Windsbach (4 km östlich) bzw. an der Bölleinsmühle, den Sallmannshof und Utzenmühle vorbei nach Wolframs-Eschenbach (3,5 km östlich). Gemeindeverbindungsstraßen verlaufen nach Speckheim (0,8 km südöstlich) und nach Sauernheim (1,5 km nordwestlich).

## Geschichte
Ismannsdorf lag verkehrsgünstig an der Heer- und Handelsstraße, die von Nürnberg über Windsbach und Dinkelsbühl nach Straßburg führte. 1154/57 wurde der Ort erstmals urkundlich erwähnt, als dem Kloster Heilsbronn dort Güter veräußert wurden. 1157/61 wurde er bei weiteren Veräußerungen als „Isiboldesdorf“ erwähnt. Das Bestimmungswort des Ortsnamens ist der germanische Personenname Isibold, der als Gründer der Siedlung angesehen werden kann. Dem Ortsnamen nach zu schließen soll Ismannsdorf zu den ältesten Siedlungen dieser Gegend zählen. Von 1338 bis 1396 erwarb das Kloster vier Höfe. Insgesamt wurden fünf Anwesen heilsbronnisch. In der Urkunde von 1338 wurde der Ort „Ismanstorf“ genannt.
Der Hauptmannschaft Hergersbach der Reichsstadt Nürnberg unterstanden 1529 1 Untertansfamilie im Ort.
Im 16-Punkte-Bericht des Oberamts Windsbach aus dem Jahr 1608 wurden für „Ißmannsdorff“ fünf Mannschaften verzeichnet, die 4 Bauernhöfe und 1 Mühle bewohnten. Die Grundherrschaft über alle Anwesen übte das Verwalteramt Merkendorf aus, das Hochgericht hatte das brandenburg-ansbachische Kasten- und Stadtvogteiamt Windsbach. Das Verwalteramt Merkendorf übte das Gemeinderecht und den Hirtenstab aus.
Laut den Vetter’schen Oberamtsbeschreibungen des Jahres 1732 gab es in „Ißmannsdorff“ 9 Untertansfamilien: die Zapfwirtschaft unterstand dem Kastenamt Windsbach, 7 Halbhöfe (darunter die Schmiede und Mühle) dem Verwalteramt Merkendorf und 1 Halbhof dem Nürnberger Eigenherrn von Nützel.
In der Amtsbeschreibung des Pflegamtes Lichtenau aus dem Jahr 1748 wurden für den Ort 7 Untertansfamilien angegeben, wovon eine dem Pflegamt unterstand und sechs dem Verwalteramt Merkendorf.
Ab 1764 gab es in Ismannsdorf eine Schule, die auch Schüler der Orte Sauernheim und Speckheim besuchten. 1964 wurde sie geschlossen und die Schüler in den Schulverband Windsbach eingegliedert.
Gegen Ende des 18. Jahrhunderts gab es in Ismannsdorf 13 Anwesen. Das Hochgericht übte das Kasten- und Stadtvogteiamt Windsbach aus, die Dorf- und Gemeindeherrschaft hatte das Verwalteramt Merkendorf. Grundherren waren das Fürstentum Ansbach (Verwalteramt Merkendorf: 2 Höfe, 4 Halbhöfe, 2 Viertelhöflein, 1 Mühlgut, 1 Schmiede, 1 Häuslein; Kastenamt Windsbach: 1 Wirtshaus) und der Nürnberger Eigenherr von Holzschuher (1 Halbhof). Neben den Anwesen gab es noch kommunale Gebäude (Hirtenhaus, Schulhaus). Es gab zu dieser Zeit 11 Untertansfamilien, wovon 10 ansbachisch waren. Von 1797 bis 1808 unterstand der Ort dem Justiz- und Kammeramt Windsbach.
1806 kam Ismannsdorf an das Königreich Bayern. Im Rahmen des Gemeindeedikts wurde Ismannsdorf dem 1808 gebildeten Steuerdistrikt Sauernheim und der 1810 gegründeten Ruralgemeinde Sauernheim zugeordnet. Mit dem Zweiten Gemeindeedikt (1818) entstand die Ruralgemeinde Ismannsdorf, zu der Speckheim gehörte. Sie war in Verwaltung und Gerichtsbarkeit dem Landgericht Heilsbronn zugeordnet und in der Finanzverwaltung dem Rentamt Windsbach. Von 1862 bis 1879 gehörte Ismannsdorf zum Bezirksamt Heilsbronn, seit 1880 zum Bezirksamt Gunzenhausen (1939 in Landkreis Gunzenhausen umbenannt) und zum Rentamt Gunzenhausen (1919 in Finanzamt Gunzenhausen umbenannt, seit 1972 Finanzamt Ansbach). Die Gerichtsbarkeit blieb bis 1879 beim Landgericht Heilsbronn, von 1880 bis 1972 war das Amtsgericht Gunzenhausen zuständig, seitdem ist es das Amtsgericht Ansbach. Die Gemeinde hatte 1964 eine Gebietsfläche von 3,922 km². Im Zuge der Gebietsreform in Bayern wurde Ismannsdorf am 1. Juli 1972 in die Stadt Windsbach eingemeindet. Im Jahr 1978 wurde mit der Flurbereinigung begonnen.

### Bodendenkmäler
In der Gemarkung Ismannsdorf gibt es zwei Bodendenkmäler.

### Einwohnerentwicklung
Gemeinde Ismannsdorf
| Jahr      | 1818   | 1840   | 1852   | 1855   | 1861   | 1867   | 1871   | 1875   | 1880   | 1885   | 1890   | 1895   | 1900   | 1905   | 1910   | 1919   | 1925   | 1933   | 1939   | 1946   | 1950   | 1952   | 1961   | 1970   |
| Einwohner | 161    | 171    | 186    | 191    | 190    | 193    | 184    | 176    | 168    | 174    | 173    | 180    | 182    | 187    | 172    | 182    | 185    | 190    | 174    | 261    | 233    | 209    | 208    | 180    |
| Häuser    | 32     | 30     |        |        |        |        | 34     |        |        | 33     | 33     |        | 34     |        |        |        | 34     |        |        |        | 35     |        | 36     |        |
| Quelle    | [ 29 ] | [ 30 ] | [ 31 ] | [ 31 ] | [ 32 ] | [ 33 ] | [ 34 ] | [ 35 ] | [ 36 ] | [ 37 ] | [ 38 ] | [ 39 ] | [ 40 ] | [ 39 ] | [ 41 ] | [ 39 ] | [ 42 ] | [ 39 ] | [ 39 ] | [ 39 ] | [ 43 ] | [ 39 ] | [ 25 ] | [ 44 ] |

Ort Ismannsdorf
| Jahr      | 001818 | 001840 | 001861 | 001871 | 001885 | 001900 | 001925 | 001950 | 001961 | 001970 | 001987 |
| Einwohner |        | 85     | 88     | 92     | 86     | 84     | 89     | 119    | 111    | 97     | 81     |
| Häuser    | 16     | 16     |        |        | 18     | 19     | 18     | 18     | 19     |        | 18     |
| Quelle    | [ 24 ] | [ 30 ] | [ 32 ] | [ 34 ] | [ 37 ] | [ 40 ] | [ 42 ] | [ 43 ] | [ 25 ] | [ 44 ] | [ 1 ]  |

## Religion
Der Ort ist seit der Reformation evangelisch-lutherisch geprägt und war ursprünglich nach Unserer Lieben Frau (Merkendorf) gepfarrt, seit 1685 ist die Pfarrei St. Margareta (Windsbach) zuständig, nachdem die Bewohner schon ab 1575 den Gottesdienst in Windsbach besucht hatten. Die Einwohner römisch-katholischer Konfession waren ursprünglich nach St. Nikolaus (Mitteleschenbach) gepfarrt, heute ist die Pfarrei St. Bonifatius (Windsbach) zuständig.

## Söhne und Töchter des Dorfes
- Johann Wilhelm Späth (* 1786 in Ismannsdorf; † 1854 in Nürnberg), Techniker, Erfinder und Gründer der ersten Nürnberger Maschinenfabrik im 19. Jahrhundert
- Patrick Kernstock (* 1992 in Gunzenhausen) lebt in Ismannsdorf; Schaffte 2022 die Challenge Roth in 11:54:36 Stunden.